# Цуда Сэн
Цуда Сэн (яп. 津田仙); 6 августа 1837 — 24 апреля 1908) — японский научный и образовательный деятель периода Мэйдзи. Один из основоположников новейшей школы агрономии в Японии. Сторонник вестернизации, пропагандист здорового образа жизни. Соучредитель Университета Аояма Гакуин.

## Биография
Цуда Сэн родился 6 августа 1837 года в восточнояпонском уделе Сакура-хан провинции Симоса, в самурайской семье Кодзима. В 1851 году его отдали приёмным сыном в род Сакураи. В 1857 году Цуда уехал в Эдо, где изучал голландские науки, а также английский язык и литературу.
В 1861 году Сэн женился на дочери Цуды Дайтаро, чиновника сёгуната Токугава. При содействии тестя он был принят на работу переводчиком правительственного чиновника, работавшего при ведомстве иностранных дел. Одновременно с этим Сэн стал приёмным сыном дома Цуда, который не имел наследника мужского рода.
В 1867 году Сэн вместе с Фукудзавой Юкити посетил США в составе группы инспектора финансового ведомства сёгуната Оно Томогоро. Он был потрясён достижениями западной агрономии, планируя внедрить методы новейшего сельского хозяйства у себя на родине.
В 1869 году Сэн работал в Токийском отеле Цукидзи, а с 1871 года стал временным сотрудником Отдела освоения Севера при Императорском правительстве Японии. В 1873 году он принял участие в Международной выставке в Вене, где познакомился с голландским агрономом Даниэлем Хойбренком. В 1874 году Сэн перевёл на японский его труд «Метод выращивания, объяснённый тремя различными процессами», предлагая повысить урожаи японского риса и других злаков. Он широко популяризировал свои идеи, но однозначной поддержки в среде агрономов и лиц, занятых сельским хозяйством, они не нашли.
В 1875 году Сэн основал Общество изучения сельского хозяйства (яп. 学農社 гакуно:ся), а в следующем году открыл Товарищеские школу и журнал «Сельское хозяйство» (яп. 農業雑誌 но:гё:дзасси). В 1880 году он начал издавать журнал «Освоение Хоккайдо» (яп. 北海道開拓雑誌 хоккайдо: кайтаку дзасси), в котором пропагандировал методы западной агрономии. В это же время Сэн принял христианство протестантского направления и принял участие в создании школы, которая стала предшественницей Университета Аояма Гакуин.
После 1897 года Сэн оставил все дела, связанные с государственной службой, занявшись общественным движением за запрещение алкогольных напитков и табакокурения. Он умер от кровоизлияния в мозг 24 апреля 1908 года, в 71-летнем возрасте. Церемония прощания с покойным состоялась в лекционном зале Аояма Гакуин.
Цуда Умэко, дочь Сэна, стала основательницей частной английской школы для девочек, которая развилась в Университет Цуда.